# Temple des Chartrons
Le temple des Chartrons est un ancien temple protestant construit en 1835 et désaffecté dans les années 1970. Il est situé dans le quartier des Chartrons à Bordeaux, France.

## Histoire
C’est cependant en 1776 que sera fondé un lieu de prière dans les Chartrons, établi dans un ancien chai. Après l’édit de 1787 garantissant de nouvelles libertés aux non-catholiques, l’architecte Louis Combes conçoit un projet de temple en 1788 qui sera abandonné à la Révolution, après que l'église réformée ait été dispersée entre 1793 et 1794. En 1795, malgré la légalisation de l'Église réformée, le temple se situe toujours dans le chai, qui commence peu à peu à se délabrer. En 1817, Eugène Cabillet propose alors un nouveau projet de temple dans un style palladien, qui ne sera pas réalisé car trop coûteux.
Il faut attendre l'agrandissement du terrain en 1828 puis l'acquisition définitive des fonds nécessaires en 1832 (un tiers apporté par la communauté protestante, le reste étant financé par la ville et l'Etat) pour que la construction du temple puisse débuter, selon un plan d'Armand Corcelles établi en 1831 (ce dernier conçut également les plans de la première synagogue de Bordeaux). Le temple, d'architecture néo-classique, sera achevé en 1835,. Antoine Vermeil, pasteur à Bordeaux de 1824 à 1840, marqué par l’esprit du Réveil, est à l'origine du temple des Chartrons,.
L'orgue du temple est construit vers 1886 par Gaston Maille. Il est restauré dans les années 1960 par le facteur d'orgues Beuchet-Debierre.
Le temple est désaffecté au culte dans les années 1970 lorsque le consistoire vend le temple à la Ville de Bordeaux, alors que se développait la Cité mondiale du Vin et des spiritueux. Le 29 octobre 1975, il est inscrit au titre des monuments historiques. Les annexes sont détruites en 1984.
En 2015, il est décidé de lancer une étude afin de donner un usage culturel au temple, qui n'est alors utilisé que pour stocker du matériel scénographique du CAPC - musée d'Art contemporain de Bordeaux et du musée des Beaux-Arts de Bordeaux.
Il accueille à nouveau le public à partir du 19 juin 2019 pour l'exposition « M E R C I » de l’artiste espagnol Gonzalo Borondo.

## Architecture
Le temple a été construit sur un terrain assez exigu, du fait de la spécificité du parcellaire, qui est en lanières, en raison de la présence initiale de chais dans le quartier des Chartrons,. Le parvis est clos à l'origine par un muret à bossages surmonté d'une grille en fer forgé. 
L'entrée est soulignée par un portique central composé de quatre colonnes ioniques et couronné d'un fronton se détachant d'un mur-pignon. Un bas-relief montrant Bible ouverte portée par des nuages est le seul élément décoratif. 
À l'intérieur, le plan présente une nef unique, longue d'environ 35 mètres), couverte d'une voûte lambrissée en plein cintre, terminée à l'est par une abside en cul-de-four. Au revers de la façade occidentale, une tribune supportée par une file de quatre colonnes corinthiennes occupe toute la largeur de la nef. La chaire a été sculptée par Lamarque aîné.
À l'instar d'autres monuments bordelais (comme le Grand-Théâtre), le temple des Chartrons est essentiellement construit en pierre de Bourg. Cette pierre est le type le plus recherché de « pierre bordelaise » (calcaire à astéries) compte tenu de sa fermeté. Les assises supérieures sont toutefois construites en pierre de Langoiran, moins dense et plus poreuse.